# Dance/Electronic Songs
Dance/Electronic Songs é uma tabela musical publicada semanalmente pela revista Billboard que compila a lista das vinte e cinco músicas de gêneros dance e eletrônica mais vendidas no decorrer de uma semana nos Estados Unidos. As posições são atribuídas através do número de vendas físicas e digitais, assim como a popularidade nas rádios e o fluxo de mídia na Internet. A primeira edição da parada foi publicada em 17 de janeiro de 2013, e a canção de estreia a atingir o topo foi "Scream & Shout" de will.i.am com a participação Britney Spears.

## Canções que Debutaram no topo
- Lady Gaga - Stupid Love

- Drake - Falling Back

- Elton John & Britney Spears - Hold Me Closer